# Véraison

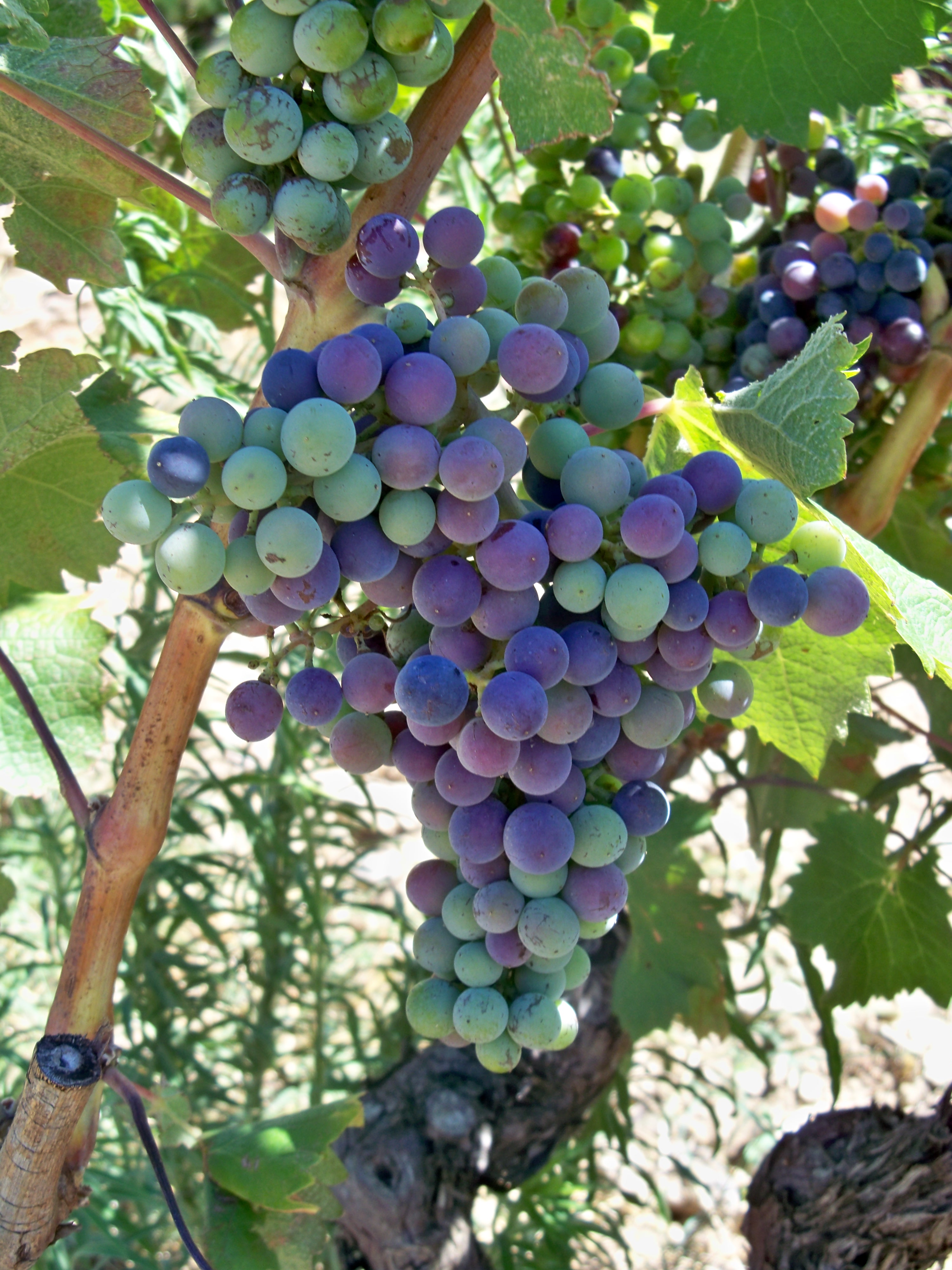
Véraison d'une grappe de raisin.

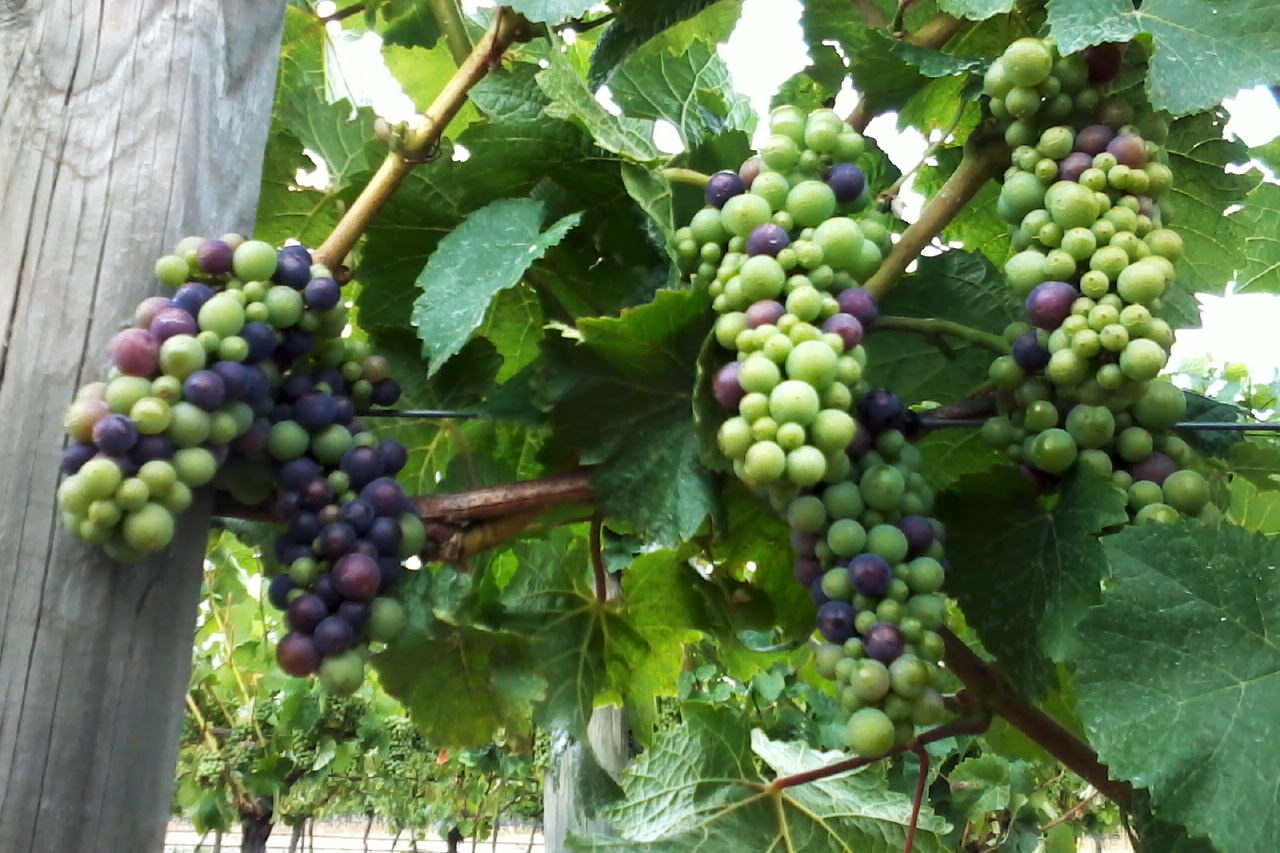
Différents stades de la véraison de grappes de Pinot Noir sur le même cep.

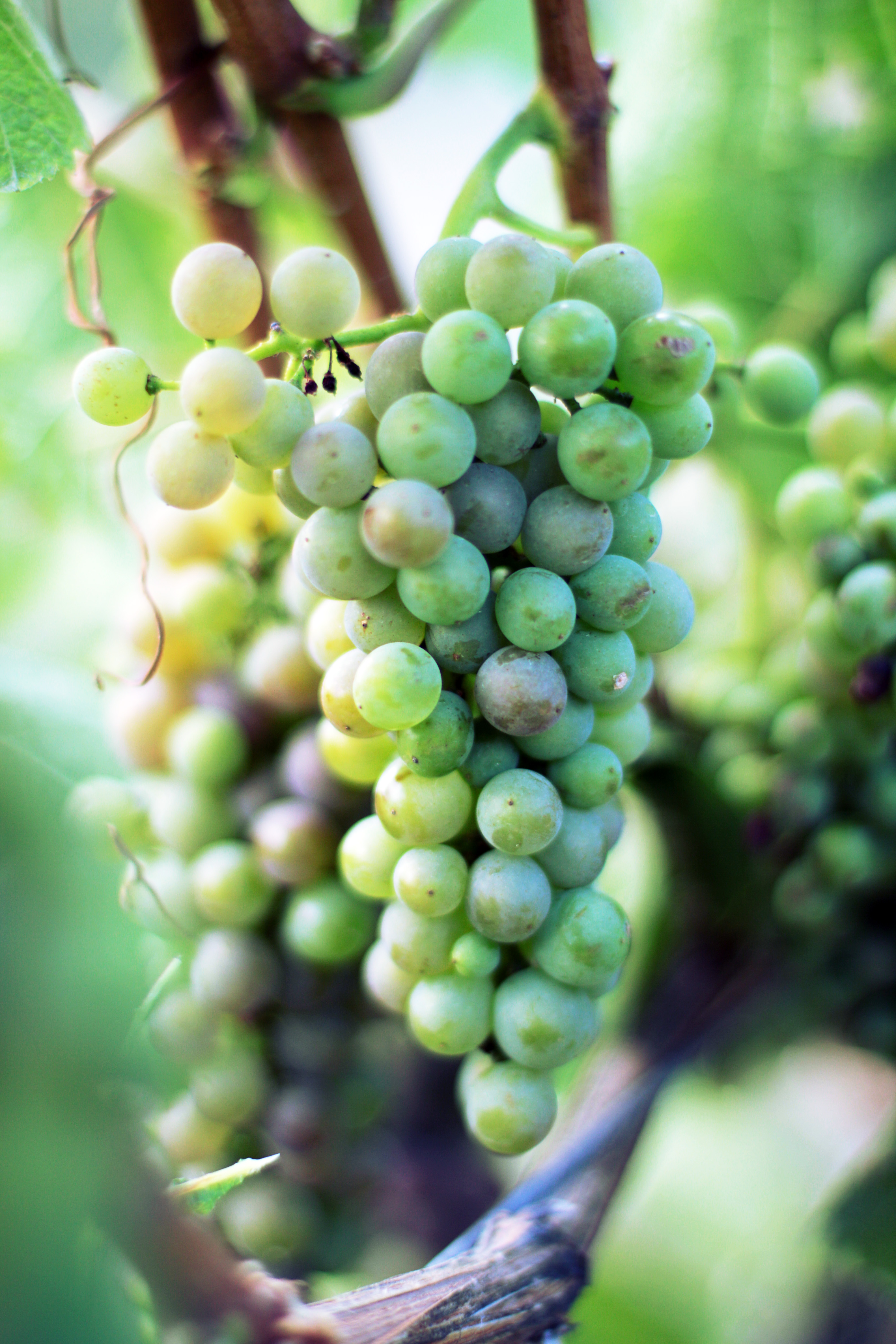
Véraison d'une grappe de Pinot gris, baies devenant rosées.

La véraison est le moment de l'année où le grain de raisin gonfle et passe du vert au rouge vif pour les raisins noirs, au jaune translucide pour les raisins blancs, ou au rosé pour les raisins gris. Il commence à prendre la couleur qu'il aura à maturité. Les baies jusqu'alors dures, se ramollissent.
Le mot de véraison est également utilisé, avec le même sens, pour la caractérisation du mûrissement des olives, lorsqu'elles passent du vert au rouge foncé puis au noir. On parle de véraison des olives.

## Date et durée
Le processus dure une quinzaine de jours pour que toutes les baies soient vérées. La véraison de chaque baie est rapide, de l'ordre de quelques jours, mais toutes les baies ne vèrent pas en même temps. Le stade phénologique "véraison" est considéré comme atteint lorsque 50 % des baies sont vérées.

## Processus biologique
Ce changement d'aspect correspond à une brusque accumulation de sucre dans les baies. La couleur rouge/noire des baies est due à la synthèse d'anthocyanes dans la pellicule.
Par métonymie, la véraison se dit aussi de l'état des fruits qui commencent à mûrir.

## Galerie

Différents stades de véraison
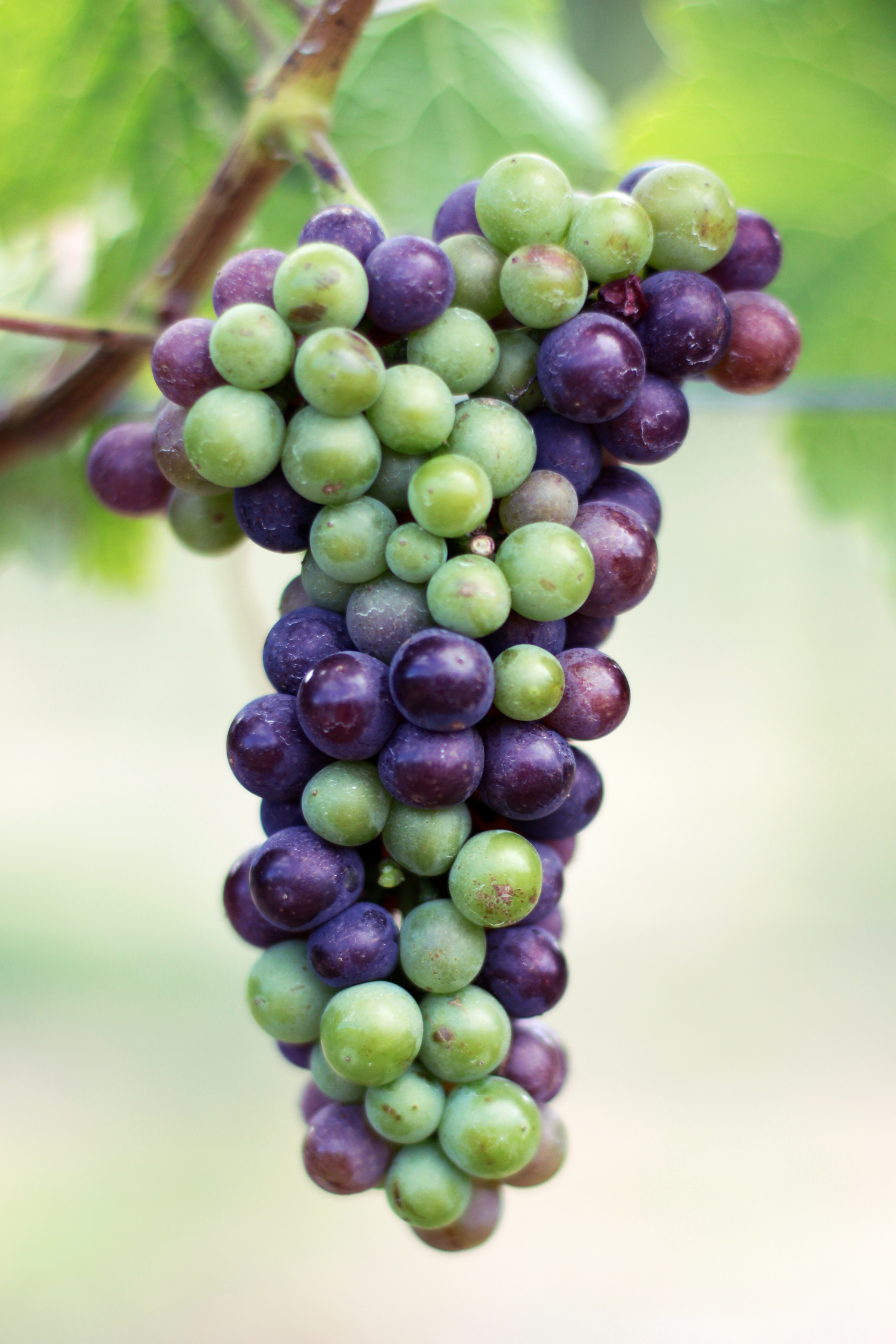
Véraison à environ 50 %.
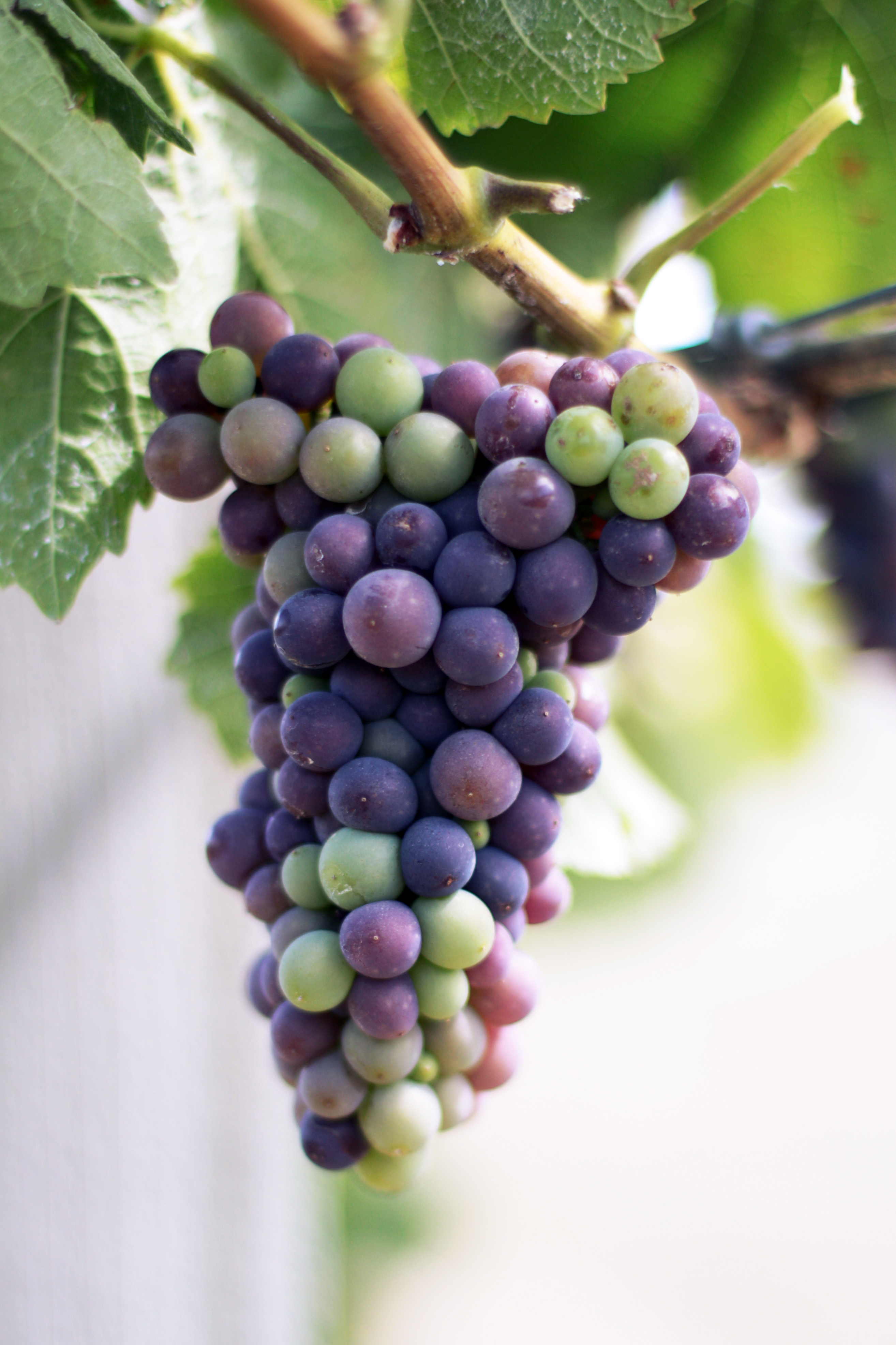
Véraison à environ 75 %.

## En savoir plus